# S/2004 S 6
在大约在2004年11月21日由Carolyn C. Porco等领导的卡西尼号团队假定S/2004 S 6是土星的一颗天然卫星。该卫星在F环附近，可能是环内物质的一个碎片，类似S/2004 S 3和S/2004 S 4。现在对于该物体还没有更多细节。